# False Bay (Lennox Passage)
False Bay – zatoka (ang. bay) cieśniny Lennox Passage w kanadyjskiej prowincji Nowa Szkocja, w hrabstwie Richmond; nazwa urzędowo zatwierdzona 1 marca 1956.